# Melopyrrha violacea
Melopyrrha violacea é uma espécie de ave da família Thraupidae.
Pode ser encontrada nos seguintes países: Bahamas, Ilhas Cayman, República Dominicana, Haiti, Jamaica e Turks e Caicos.
Os seus habitats naturais são: florestas secas tropicais ou subtropicais , florestas subtropicais ou tropicais húmidas de baixa altitude, regiões subtropicais ou tropicais húmidas de alta altitude, matagal árido tropical ou subtropical e florestas secundárias altamente degradadas.